# Pterygodium newdigatae
Pterygodium newdigatae är en orkidéart som beskrevs av Harry Bolus. Pterygodium newdigatae ingår i släktet Pterygodium och familjen orkidéer.

## Underarter
Arten delas in i följande underarter:
- P. n. cleistogamum
- P. n. newdigatae